# Guillermo Hernández (futebolista)
Guillermo Alejandro Hernández Sánchez (25 de junho de 1942) é um ex-futebolista mexicano que competiu nas Copa do Mundo de 1966 e 1970.